# Eva Šlapanská
Eva Šlapanská (* 5. září 1935 Brno) je česká kulturní organizátorka, hudební a divadelní publicistka, recenzentka, rozhlasová žurnalistka, autorka televizních scénářů.

## Život
Narodila se v brněnské části Královo Pole 5. září 1935. Vyrůstala v činorodém hudebním prostředí rodiny udržující styky s umělci různých profesí. Její matka byla absolventka konzervatoře a do pozdního věku učila hru na klavír. Otec byl vysoce vzdělaný amatérský hudebník. Sestra Marie-Babett se stala nápovědkou v brněnské opeře. Vystudovala obchodní akademii v Brně.
V roce 1956 nastoupila do Janáčkovy akademie múzických umění v Brně (JAMU), kde pak po tři desetiletí působila jako vedoucí Hudebního studia a podílela se na organizaci, koncepci a dramaturgii koncertní činnosti akademie. Do konce svého angažmá v roce 1985 dramaturgicky a organizačně zajistila více než 2 500 koncertů a 3 000 hudebně-literárních pásem a vystoupení.
Mimo to se více než 50 let věnovala publicistické a literární činnosti, pracovala na rozhlasových i televizních pořadech nebo také besedách a autorských čteních, napsala množství článků, fejetonů a recenzí pro tisk. Stala se autorkou scénářů k televizním pořadům Hudební mládí, napsala monografii Karel Höger (1999), knihu vzpomínkových medailonků Jak jsem je znala (2001) nebo pětisvazkovou publikaci Jubilanti činohry Národního divadla Brno (2008–2012).
Za svůj přínos obdržela v roce 1997 stříbrnou medaili k 50. výročí JAMU. V roce 1999 převzala z rukou starosty Ivana Kopečného pamětní medaili městské části Brno-Královo Pole „za celoživotní novinářskou a publicistickou činnost v oblasti kultury“. Před svými 75. narozeninami se stala v lednu 2010 nositelkou Ceny města Brna za rok 2009 v kategorii žurnalistiky a publicistiky. V listopadu 2013 jí byla udělena Cena Jihomoravského kraje v oblasti umění.